# DQ (sanger)
 For alternative betydninger, se DQ. (Se også artikler, som begynder med DQ)
Peter Andersen (alias DQ), født 3. september 1972 i Køge, er en dansk drag queen og sanger. Han er mest kendt for at vinde Dansk Melodi Grand Prix 2007 under kunstnernavnet DQ (forkortelse af Drama Queen).
Peter Andersen begyndte at lave dragshows i 1997, da han var i gang med frisøruddannelsen. Sangkarrieren begyndte med bandet Tina Turner Jam, som spillede første gang i Pumpehuset i København i 1997. I 1998 udgav han singlen MissTerious som forløber for albummet Rock'n'Dance, der udkom i 2000. Bandet har senere skiftet navn til Turn On Tina, og det har gennem mange år været kendt særligt i homomiljøet.
Ved semifinalerne op til det danske melodi grand prix i februar 2007 lykkedes det i første omgang ikke Peter Andersen at kvalificere sig til videre deltagelse. Han kom med i finalen på et såkaldt wildcard, som blev udpeget ved afstemninger på DRs P3 og fik i de fleste regioner maksimalt antal points, så han vandt det danske grand prix. Han repræsenterede således Danmark ved semifinalen i det europæiske melodi grand prix i Finland 12. maj 2007, hvorfra det dog ikke lykkedes at kvalificere sig til finalen.

## Diskografi
Peter Andersen har udgivet følgende plader:
- MissTerious (1998)
- DQ (2007)